# 第1輜重落下傘連隊
第1輜重落下傘連隊（だいいちしちょうらっかさんれんたい、1er régiment du train parachutiste：1e RTP）は、オート＝ガロンヌ県トゥールーズに駐屯する、第11落下傘旅団隷下のフランス陸軍の空挺連隊である。
兵種は資材や航空及び武器など、伝統的区分は輜重兵である。
フランカザール航空基地（fr:Aéroport de Francazal）を拠点とし、第11落下傘旅団全体を支援する。

## 沿革
- 1948年：第1輜重落下傘連隊として創設される。
- 1999年：第11落下傘旅団隷下となる。

## 最新の部隊編成
- 連隊本部
- 本部管理中隊
- 管理支援中隊
- 第1投下支援中隊
- 第2投下支援中隊
- 落下傘整備中隊
- 予備訓練中隊
- ポーアンテナ（在ポー航空機支援分遣隊）

## 任務
- 旅団隷下の落下傘隊員の降下支援
- 空中投下支援
- 落下傘整備
- 降下用航空機の手配と事前準備

### 定員
- 連隊の人員構成は、約1,000名からなる。

## 主要装備
- GIAT BM92-G1
- FA-MAS
- FR-F2
- AAT-F1
- AA-52
- 12.7mm重機関銃
- VAB
- P4
- TRM 4000